# Liste der Kulturdenkmäler in Kliding
In der Liste der Kulturdenkmäler in Kliding sind alle Kulturdenkmäler der rheinland-pfälzischen Ortsgemeinde Kliding aufgeführt. Grundlage ist die Denkmalliste des Landes Rheinland-Pfalz (Stand: 21. September 2023).

## Einzeldenkmäler
| Bezeichnung                     | Lage                  | Baujahr | Beschreibung                                                               | Bild |
| ------------------------------- | --------------------- | ------- | -------------------------------------------------------------------------- | ---- |
| Katholische Kirche St. Wendelin | Oberdorfstraße 1 Lage | 1861/62 | neugotischer Saalbau, 1861/62, Bauinspektor Ferdinand Nebel, Westturm 1904 | BW   |